# Maragheh-observatorium

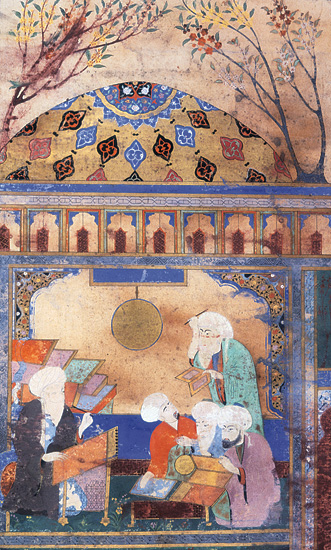
al-Toesi en zijn collega's

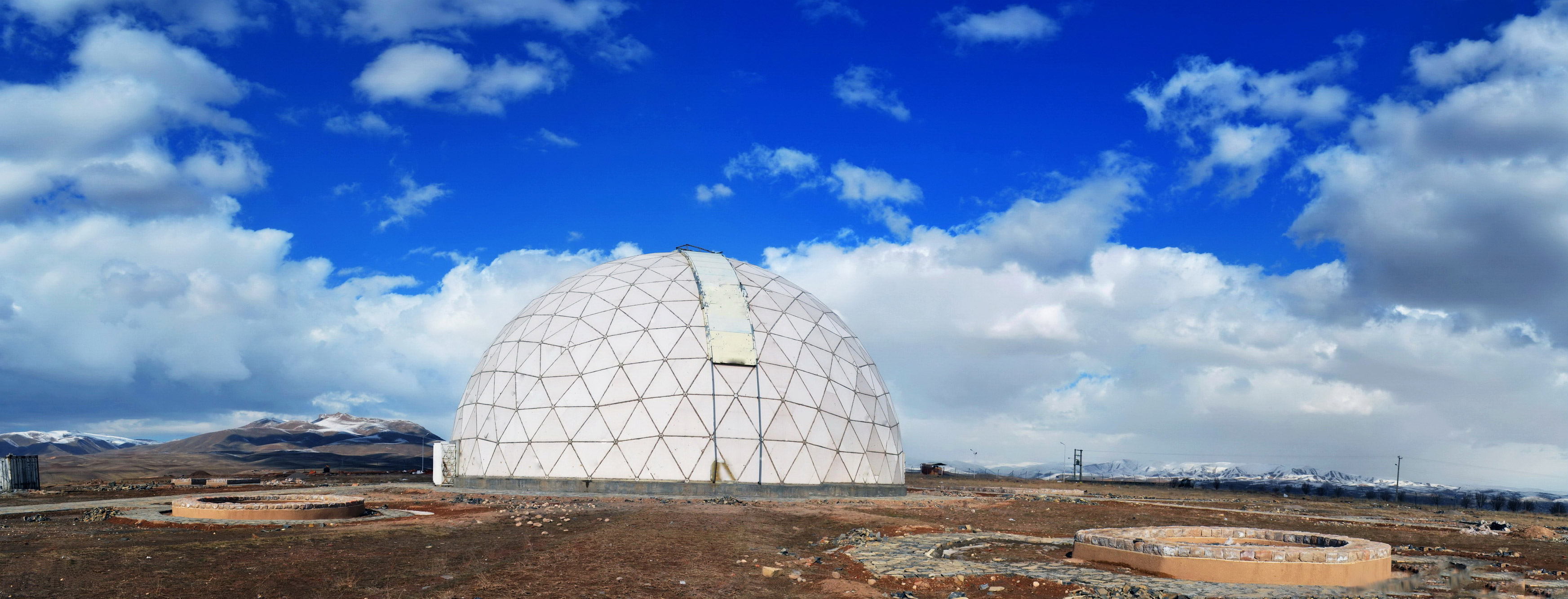
Koepel, buitenkant

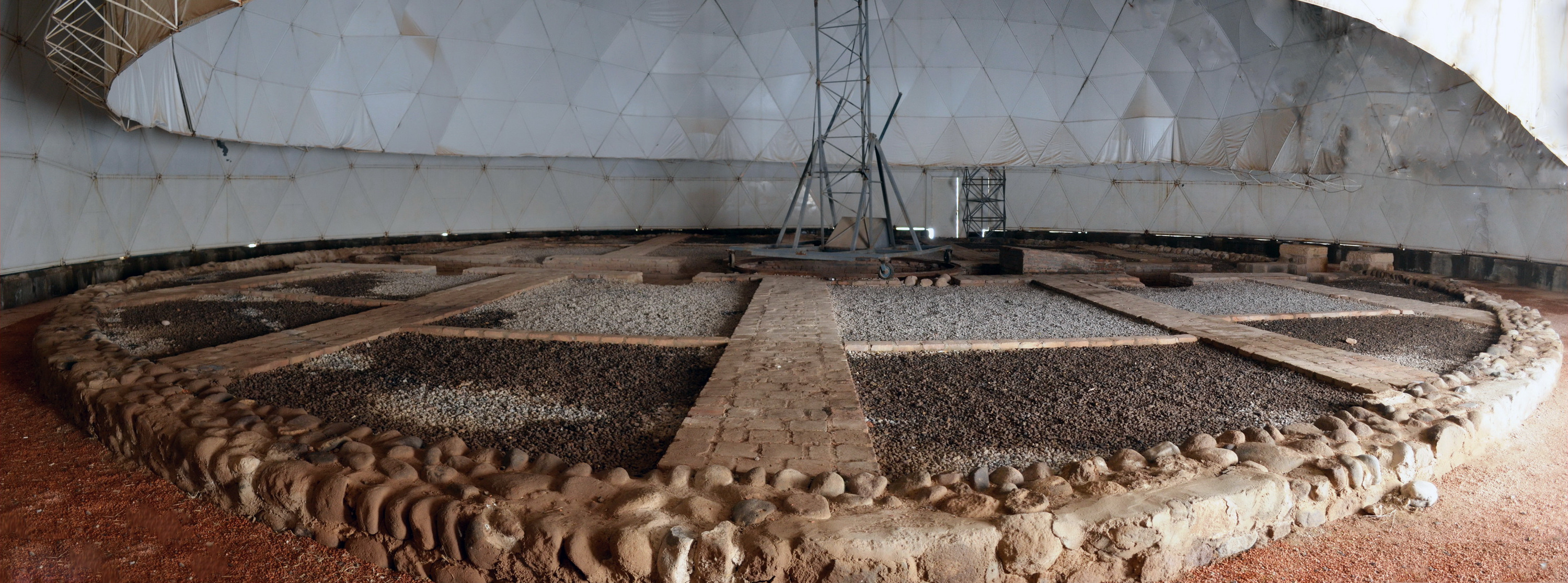
Koepel, binnenin

Het Maragheh-observatorium (Perzisch : رصدخانه مراغه) was een astronomisch observatorium gelegen ten westen van de stad Maragha, in het noordwesten van Iran. Het werd het ooit beschouwd als "de meest geavanceerde wetenschappelijke instelling in de Euraziatische wereld". Heden is het een archeologische site.

## Geschiedenis
Maragha was de zomerhoofdstad van de Mongoolse khan Hulagu, de stichter van het Il-kanaat. Na de verovering van het Kalifaat van de Abbasiden door de Mongolen kon de Perzische wetenschapper Nasir al-Din al-Toesi khan Hulagu overtuigen, dat hij de toekomst kon voorspellen, maar dat hij daarvoor beter middelen nodig had. In 1259 begon men met de bouw van het observatorium.
Al vlug werd het een gerenommeerd wetenschappelijk centrum en geleerden uit de gehele oosterse wereld kwamen er samen. Na twaalf jaar hard labeur werden de Il-kanaatische tabellen neergeschreven. Met de val van het Mongoolse Rijk viel ook de financiering weg en geraakte het observatorium in verval. Mede door aardbevingen eindigde de site in een ruïne. Later zal Ulug Bey, heerser van de Timoeriden en vervend astronoom, een dergelijk observatorium laten bouwen in Samarkand.

## Beschrijving
Het observatorium bestond uit meerdere gebouwen, waaronder een hoofdgebouw en vijf cirkelvormige gebouwen met observatie-instrumenten voor astronomisch onderzoek. Op het terrein waren ook woonruimten en een atelier voor metaalbewerking aanwezig. Er was ook een gebouw van 330 m² dat werd gebruikt als bibliotheek. Er wordt gezegd dat de bibliotheek ooit meer dan 400.000 boeken had met betrekking tot astronomie en astrologie.
Het hoofdgebouw is rond met een diameter van 22 m. De ingang was 1,5 m breed en kwam uit op een gang van 3,1 m breed die de meridiaanlijn  markeerde. Er waren zes kamers aan weerszijden van de gang. Deze constructies waren voornamelijk gemaakt van klei, baksteen en modder. De uiteindelijke structuur van het observatorium was een toren. In een citadelachtig gebied van 340 x 135 m stond een rond stenen gebouw van vier verdiepingen met een diameter van 28 m.
Het wandkwadrant om de posities van de sterren en planeten te observeren was uitgelijnd met de meridiaan. Deze meridiaan diende als nulmeridiaan voor de tafels van de Il-kanaatische tabellen. In totaal beslaat het observatorium een oppervlakte van 150 m bij 350 m. Tegenwoordig zijn aanzienlijke delen van het grondwerk van deze structuren bewaard gebleven in de ruïnes.